# Holoptychiidae
Holoptychiidae es una familia extinta de peces de aletas lobuladas los cuales vivieron durante el periodo Devónico. Se piensa que al menos un género, Laccognathus, pudo haber sido anfibio.